# Sofija Tarasova
Sofija Mychajlivna Tarasova (in ucraino Софія Михайлівна Тарасова?; Kiev, 31 marzo 2001) è una cantante ucraina, nota per aver rappresentato l'Ucraina al Junior Eurovision Song Contest 2013.

## Biografia

### Primi anni di vita
Sofija Tarasova è nata il 31 marzo 2001 a Kiev, capitale dell'Ucraina, da genitori russi originari di San Pietroburgo. La Tarasova iniziò a mostrare talento vocale all'età di due anni e mezzo, dopodiché il suo orecchio assoluto le assicurò l'ingresso in un gruppo per bambini dotati presso il prestigioso Reinhold M. Gliere Music College nella sua città natale. Successivamente all'età di quattro anni superò con successo un esame per entrare nella divisione preparatoria dell'Accademia delle arti, permettendole di studiare nei campi della musica, della coreografia e dell'arte. Inoltre, all'età di sei anni si unì allo spettacolo teatrale "Chunga-Changa", che fornì alla cantante lezioni di recitazione e l'opportunità di interpretare ruoli da protagonista in musical. In una intervista del 2013, la cantante affermò che "Gerda" in "La regina delle nevi" era uno dei ruoli teatrali preferiti. A dieci anni entra nel centro "PARADIZ", dove, dal 2013, frequenta lezioni di canto, coreografia, modella e recitazione.

### 2012: The Voice of Ukraine Junior, Junior Eurovision 2012 e Euro Pop Contest 2012
Nel 2012 Sofija Tarasova vinse Holos Dity, l'edizione per bambini della versione ucraina di The Voice. Nello stesso anno prese parte anche alla selezione nazionale ucraina per il Junior Eurovision Song Contest 2012 con la canzone "Zhityeviy Pazl" (Enigma della vita), ma non venne scelta per rappresentare l'Ucraina ad Amsterdam. Tarasova rappresentò il suo paese per la prima volta all'Euro Pop Contest, un concorso di canto tenutosi a Berlino, che ha un formato simile all'Eurovision Song Contest.

### 2013: New Wave Junior, Eurovision Music Academy e Junior Eurovision 2013

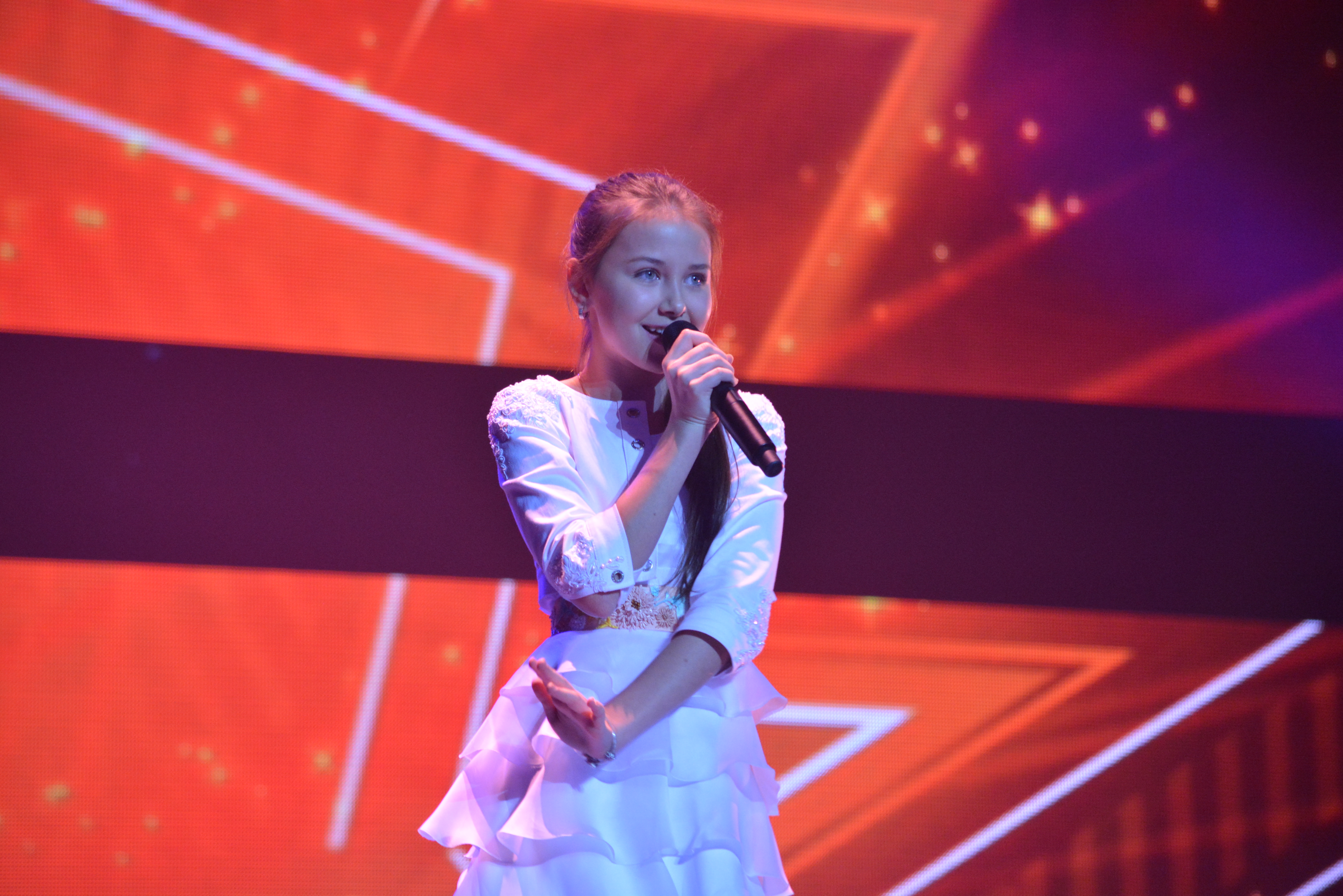
Sofija Tarasova durante la sua esibizione di We Are One al Junior Eurovision Song Contest 2013

Tarasova vinse il VI Concorso Internazionale per Artisti Pop "New Wave Junior" nel 2013, e nello stesso anno vinse anche l'Eurovision Music Academy. Il 2 agosto 2013, Sofija gareggiò nella selezione ucraina per il concorso 2013 con la sua canzone "We Are One", classificandosi prima tra 20 candidati, conquistando il diritto di rappresentare la sua nazione al Junior Eurovision 2013. La canzone della Tarasova si classificò al secondo posto con 121 punti.

### 2014-2017: "Ver' mne" e Euro Pop Contest 2014
Alla fine di aprile del 2014 la Tarasova pubblicò una nuova canzone intitolata Ver' mne (Credimi). Il video musicale venne rilasciato il 21 maggio 2014. Durante la serata finale del Junior Eurovision Song Contest 2014, Sofija venne chiamata per leggere la classifica dei punti assegnati dalla giuria ucraina. Sempre nel 2014 la Tarasova gareggiò per la seconda volta all'Euro Pop Contest e il 1 dicembre 2014 vinse il primo posto nella categoria 10–13.
Nel 2017 venne designata come membro della giuria ucraina per l'Eurovision Song Contest 2017, ma si ritirò per motivi personali.

### 2018: The Voice
Nell'ottobre del 2018, Tarasova decise di competere nella stagione 7 di Golos, la versione russa di The Voice. Eseguì "I'm Your Baby Tonight" di Whitney Houston, portando tutti e quattro i coach a sceglierla, dopo di che scelse di far parte del Team di Konstantín Meladze. Nel round Battle, la Tarasova gareggiò contro Ekaterina Korotkova nella loro cover congiunta di "Obiymy" (Обiйми; lett. Abbraccio) di Okean Elzy. La Tarasova vinse lo scontro, raggiungendo così la fase a eliminazione diretta. Durante lo spettacolo a eliminazione diretta cantò "Ty otpusti" (Ты отпусти; lett. Lascia andare) di Tina Karol, e successivamente si qualificò per gli spettacoli dal vivo. Durante i quarti di finale Sofija cantò "Amerikanskaya zhena" (Американская жена; lett. Moglie americana) del film Stilyagi, passando il turno e qualificandosi per il turno successivo. In semifinale eseguì "We Are the World" degli USA for Africa. Nonostante il feedback positivo degli allenatori, venne eliminata.

### 2019-presente: carriera da solista
La Tarasovan, nel 2019, iniziò ad esibirsi sotto lo pseudonimo SOFA e pubblicò tre singoli "We're standing by the water", "Kiev-Moscow" e "Charisma". Successivamente pubblicò due ulteriori canzoni: "Don't Huight Me" e "Dandelion Field".
In seguito all'invasione russa dell'Ucraina, Sofija Tarasova si rifugia in Germania, a Berlino, dove continua la sua carriera da solista. L'8 settembre 2023 ha pubblicato un nuovo singolo con Konstantin Meladze intitolato ″Почему я?″ (Perché io?).

### 2020–2022: VIA Gra
Il 6 novembre 2020 Sofjia Tarasova si unì al gruppo pop ucraino Nu Virgos. La Tarasova, insieme alle cantanti Ksenija Popova e Ul'jana Sineckaja, pubblicò quattro singoli: uno nel 2020 Rikošet (Рикошет), e i restanti nel 2021 Antigejša 2021 (Антигейша 2021), Rodnikovaja voda (Родниковая вода) e Maneken (Манекен).
Il 22 febbraio 2022, a causa dell'invasione russa dell'Ucraina del 2022, il gruppo si è sciolto.

## Discografia

### Singoli

#### Solista
2012 – Zhityeviy pazl
2013 – We Are One
2013 – Zminyty vse
2013 – Bryunetki krasche
2014 – Ver' mne
2014 – Happy End
2015 – Vos'moe chudo
2015 – Neba dozhdi
2016 – Sestra
2016 – Letet' vysoko
2016 – Everybody
2016 – Forever Young
2016 – Doshi
2017 – V glaza
2018 – Leave Me Alone

#### Come SOFA
2019 – My stoim u vody
2019 – Kiev-Moskva
2020 – Charizma
2020 – Ne obižaj menja
2020 – Oduvančikov pole
2021 – Duša po kraju
2023 – My stanem svetom

#### Con le VIA Gra
2020 – Rikošet
2021 – Antigejša 2021
2021 – Rodnikovaja voda
2021 – Maneken

### EP

#### Come SOFA
2020 – Tvorec